# Bolton-by-Bowland
Bolton-by-Bowland is een civil parish in het bestuurlijke gebied Ribble Valley, in het Engelse graafschap Lancashire met 499 inwoners.